# Rainfordia opercularis
Cá rô đầu dẹt Úc (Danh pháp khoa học: Rainfordia opercularis) là một loài cá biển trong họ cá mú thuộc bộ cá vược. Chúng được ưa chuộng để nuôi làm cá cảnh và là một trong những loài cá đắt giá nhất trên thế giới. Loài cá này có thể tìm thấy tại các vùng biển của Australia. Thông thường chúng trú ẩn trong các hốc đá và chỉ bơi ra ngoài để kiếm ăn. Loài cá nhỏ bé này có tốc độ bơi nhanh như tên bắn, cùng với phần lớn thời gian ẩn nấp khiến cho chúng rất khó để bắt. Chúng có màu sắc sống động với màu đỏ là chủ đạo cùng các sọc trắng, điểm nhấn là chiếc đuôi với một vòng tròn như con mắt. Do rất khó bắt nên loài cá nhỏ bé này có giá lên tới 5.000USD/con.